# Boxweltmeisterschaften 2019
Die 20. Boxweltmeisterschaften der Herren fanden vom 7. bis zum 21. September 2019 im russischen Jekaterinburg statt. Sie wurden von der Weltorganisation Association Internationale de Boxe Amateure (kurz AIBA) sowie vom russischen Nationalverband Boxing Federation of Russia (kurz RBF) organisiert.

## Medaillengewinner
| Klasse                          | Gold                               | Silber                            | Bronze                                                         |
| ------------------------------- | ---------------------------------- | --------------------------------- | -------------------------------------------------------------- |
| Fliegengewicht (bis 52 kg)      | Shahobiddin Zoirov Usbekistan      | Amit Panghal Indien               | Säken Bibossynow Kasachstan Billal Bennama Frankreich          |
| Bantamgewicht (bis 57 kg)       | Mirazizbek Mirzahalilov Usbekistan | Lázaro Álvarez Kuba               | Erdenebatyn Tsendbaatar Mongolei Peter McGrail England         |
| Halbweltergewicht (bis 63 kg)   | Andy Cruz Gómez Kuba               | Keyshawn Davis USA                | Manish Kaushik Indien Howhannes Batschkow Armenien             |
| Weltergewicht (bis 69 kg)       | Andrei Samkowoi Russland           | Pat McCormack England             | Bobo-Usmon Baturow Usbekistan Abylaichan Schüssipow Kasachstan |
| Mittelgewicht (bis 75 kg)       | Gleb Bakschi Russland              | Eumir Marcial Philippinen         | Kulakhmed Tursynbai Kasachstan Hebert Conceição Brasilien      |
| Halbschwergewicht (bis 81 kg)   | Beksad Nurdäuletow Kasachstan      | Dilshod Roʻzmetov Usbekistan      | Benjamin Whittaker England Julio César La Cruz Kuba            |
| Schwergewicht (bis 91 kg)       | Muslim Gadschimagomedow Russland   | Julio Castillo Ecuador            | Radoslaw Pantalejew Bulgarien Wassili Lewit Kasachstan         |
| Superschwergewicht (über 91 kg) | Bahodir Jalolov Usbekistan         | Qamschybek Qongqabajew Kasachstan | Maxim Babanin Russland Justis Huni Australien                  |

## Medaillenspiegel
| Rang   | Land               | Gold | Silber | Bronze | Gesamt |
| ------ | ------------------ | ---- | ------ | ------ | ------ |
| 1      | Usbekistan         | 3    | 1      | 1      | 5      |
| 2      | Russland           | 3    | 0      | 1      | 4      |
| 3      | Kasachstan         | 1    | 1      | 4      | 6      |
| 4      | Kuba               | 1    | 1      | 1      | 3      |
| 5      | England            | 0    | 1      | 2      | 3      |
| 6      | Philippinen        | 0    | 1      | 0      | 1      |
| 6      | Vereinigte Staaten | 0    | 1      | 0      | 1      |
| 6      | Ecuador            | 0    | 1      | 0      | 1      |
| 9      | Armenien           | 0    | 0      | 1      | 1      |
| 9      | Australien         | 0    | 0      | 1      | 1      |
| 9      | Frankreich         | 0    | 0      | 1      | 1      |
| 9      | Bulgarien          | 0    | 0      | 1      | 1      |
| 9      | Brasilien          | 0    | 0      | 1      | 1      |
| 9      | Mongolei           | 0    | 0      | 1      | 1      |
| Gesamt | Gesamt             | 8    | 8      | 16     | 32     |